# Zoogdiervereniging VZZ
De Zoogdiervereniging is een particuliere natuurbeschermingsorganisatie en soortenorganisatie gevestigd in Nijmegen. De doelstelling is zich in te zetten voor de studie en bescherming van alle in het wild levende zoogdieren. Er wordt zowel nationaal als internationaal (samen)gewerkt. De vereniging is actief op het gebied van waarnemingen in de natuur, wetenschappelijk onderzoek, beleids- en beheeradvisering en voorlichting. 

## Oprichting en ontwikkeling
De vereniging is in 1952 opgericht als Vereniging voor Zoogdierkunde en Zoogdierbescherming (VZZ). Inmiddels is de Zoogdiervereniging uitgegroeid tot een professionele organisatie die bestaat uit een vereniging van vrijwilligers, ondersteund door een bureau met een staf van ca. 22 medewerkers. Sinds 2005 is dit bureau ondergebracht in een stichting, die overigens onderdeel is van de vereniging. De algemene ledenvergadering is het hoogste orgaan. 
Vanaf 2006 luidt de naam Zoogdiervereniging VZZ. Eind 2009 is de toevoeging VZZ verdwenen en heet de vereniging voluit "Zoogdiervereniging". Het bureau heeft echter als naam Steunstichting VZZ gekregen.
De Zoogdiervereniging maakt deel uit van de Stichting VeldOnderzoek Flora en Fauna (VOFF), een samenwerkingsverband van tien soortenorganisaties.

## Activiteiten
De vereniging heeft ca. 1.500 leden die zich in een aantal werkgroepen inzetten voor uiteenlopende zaken rond thema's als: een bepaalde diersoort, een bepaalde provincie of voor activiteiten als veldwerk, (zoogdier)bescherming of internationale samenwerking. De medewerkers van het bureau houden zich bezig met onderzoek, advisering en het (mede)onderhouden van databanken waaronder de zoogdierdatabank en Ecogrid.
De werkgroepen naar diersoort zijn anno 2019: boommarter, bever en otter, vleermuis, egel, zeezoogdieren en kleine marterachtigen.

In augustus 2008 namen leden van de vereniging de eerste kleine dwergvleermuis waar in Nederland met behulp van een vleermuisdetector.

## Publicaties en interactie
De Zoogdiervereniging brengt rapporten van diverse aard uit, een wetenschappelijk tijdschrift, Lutra, en een ledenmagazine Zoogdier. Voorts zijn er websites en elektronische nieuwsbrieven, de Zoogdiervereniging beheert ook een zeer uitgebreide website over vleermuizen. De verspreiding van voorlichtingsmateriaal en (wetenschappelijke) rapporten gaat via de website.